# AIDAluna
Le AIDAluna est un navire de croisière, appartenant à la compagnie AIDA Cruises.
Le AIDAluna, est un navire de la classe Sphinx .

## Incidents
Le chanteur allemand Daniel Küblböck est porté disparu depuis le 9 septembre 2018 pendant un voyage privé de Hambourg à New York sur le navire de croisière AIDAluna, au large de Terre-Neuve. Selon la compagnie de navigation Aida Cruises, il était environ six heures du matin lorsqu'un passager a sauté par-dessus bord. Un témoin oculaire aurait aperçu Küblböck sauter du pont 5. La Garde côtière canadienne a alors lancé une opération de recherche. La compagnie maritime a confirmé dans un communiqué de presse que la personne disparue était Daniel Küblböck. Après plus de 36 heures, les gardes-côtes abandonnent les recherches le lundi 10 septembre 2018.

## Galerie

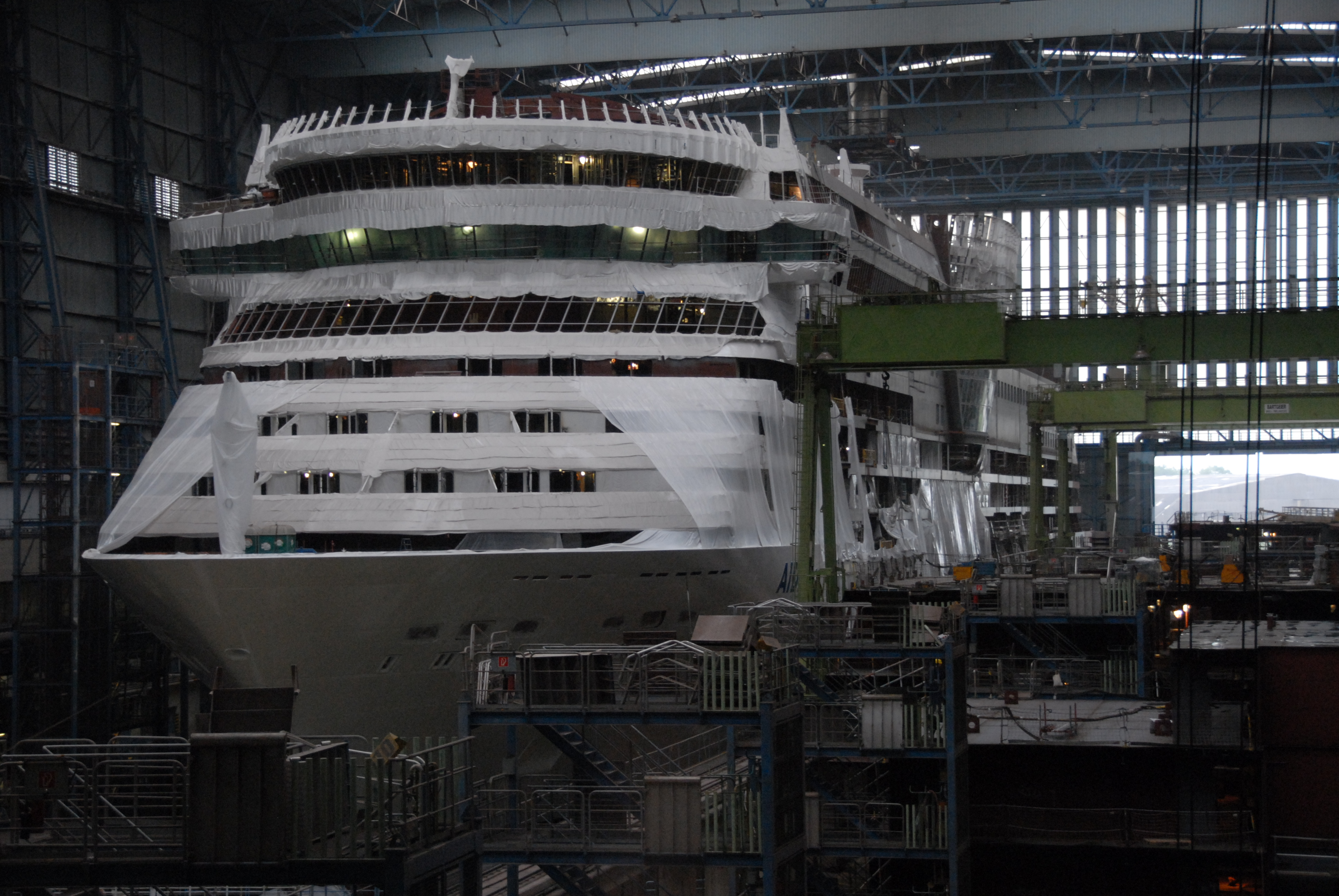
Le AIDAluna en construction